# Vári Éva
Vári Éva (Nagykanizsa, 1940. augusztus 25.) Kossuth- és Jászai Mari-díjas magyar színésznő, érdemes és kiváló művész, a Pécsi Nemzeti Színház és Halhatatlanok Társulatának örökös tagja.

## Korai évek
A Zala megyei Nagykanizsán polgári szülők (Vári Ferenc és Imre Anna) legidősebb gyermekeként látta meg a napvilágot 1940. augusztus 25-én. Apját a II. világháborúban besorozták és a háborút követően hadifogságba került. Közben anyja a bizonytalan helyzetben a család addigi megélhetését biztosító cipész üzletet felszámolva a teljes készletet pénzzé tette, de a pengő elértéktelenedése miatt a családi vagyon elveszett. Apja 1946-ban tért vissza a hadifogságból, egy évre rá megszületett testvére, László. A háborút követően apjuk egy cipőipari szövetkezet vezetője lett, édesanyjuk a háztartás vezetésével és a gyermekek nevelésével foglalkozott. A könyvek jelenléte otthonukban már korán meghatározta szenvedélyes vonzalmát az irodalom és a kultúra iránt. 
Tizenévesen jelentkezett a helyi amatőr színjátszó csoportba, amelynek Balázsovits Lajos is tagja volt. Emellett tanult zongorázni, énekórákra járt. A középiskolát, a család politikai besorolása miatt, olajbányászati technikumban végezte, kitűnőre érettségizett. Bár szülei kultúra- és művészettisztelő emberek voltak, mégis a kisvárosi miliőbe jobban illő, tisztességes polgári foglalkozást szántak neki, így felmerült, hogy gyógyszerész lesz. Mindeközben a fiatal lányra egy éjszakába nyúló zenehallgatás és az azt követő magasztosan átzokogott éjszaka volt nagy hatással, amikor is emlékei szerint Saint-Saëns A hattyú című műve csendült fel a rádióban, Pablo Casals kiváló gordonkajátékával. Ennek az élménynek köszönhetően fogalmazódott meg benne a művészi pálya, mint lehetőség gondolatainak és érzéseinek kifejezésére.

## Színházi pályafutása

### A kezdeti kaposvári évek
Szülei, mikor közölte velük, hogy színésznő lesz, nem fogadták kitörő örömmel, de apja elkísérte a kaposvári színházba, ahol a felvételi vizsga első fordulója zajlott. Ott figyelt fel rá Ruttkai Ottó, a kaposvári Csiky Gergely Színház igazgatója és szerződést kínált neki az épp elszerződött Lehoczky Zsuzsa helyére, amire ő azonnal igent mondott. Amikor ezt apjával közölte, óriási botrány lett belőle, de miután az igazgató megígérte a szülőknek, hogy vigyáznak és odafigyelnek lányukra, megenyhültek.
1958. október 10-én lépett először színpadra Birike szerepében Móricz Zsigmond Nem élhetek muzsikaszó nélkül című darabjában. A kaposvári évek repertoárját operettek és zenés vígjátékok szubrett szerepei határozták meg. Saját elmondása szerint első szerepeit még önfeledten, egy hályogkovács bátorságával, minden gátlás és görcsösség nélkül formálta meg. Az előadóművészekre jellemző lámpaláz csak később kezdett kialakulni benne. Ugyanakkor Ruttkai Ottó lehetőséget is biztosított, hogy a fellépések között szakmailag is képezhesse magát, énekórákra, táncpróbákra járt. Volt Ach Wong (Ábrahám Pál: Viktória), Sylvia (Hervé: Nebáncsvirág) és Mabel (Ábrahám Pál: Cirkuszhercegnő). A megannyi zenés-táncos szerep segítséget és önbizalmat jelentett számára, mivel ezeket a darabokat a közönség gyakran tapssal jutalmaz. Ennek köszönhetően a néhány kisebb prózai szerep ellenére is a kaposvári közönség a jópofa szubrett szerepkörével azonosította. Erről ő maga, már elismert művészként több évtizeddel később, a Halhatatlanok társulatába kerülése kapcsán mesélt: Kisebb, szöveg nélküli szerepet osztottak rá Gogol Revizorjában, még a színlapon sem tüntették fel nevét és csupán annyi volt a feladata, hogy párnákat vigyen át a színpad egyik oldaláról a másikra. Amikor belépett a színpadra, a közönség a szubretteknek járó ütemes tapsban tört ki és még javában tartott a taps, mikor szerepének vége volt és elhagyta a színpadot.

### Az 1960-as évek
1962-ben Berényi Gábor igazgató meghívására a szolnoki Szigligeti Színház-ban, Molière Tartuffe-jében Marianne-ként vendégszerepelt, Mensáros László partnereként, majd hívta a társulatba. Közben Nógrádi Róbert, a pécsi Nemzeti Színház direktora is látta valamelyik szerepében és Pécsre hívta. Úgy döntött, hogy ahonnan előbb jön a szerződés, oda megy. Így került a pécsi Nemzeti Színházba 1963-ban. Pécs ekkoriban a Dunántúl egyik legrohamosabban fejlődő települése volt, több évszázados szellemi múltra visszatekintő város, pezsgő kulturális és művészeti élettel. Pezsgő művészeti élet jellemezte a 60-as években a pécsi színházat, a próza mellett jelen volt már a Pécsi Opera tagozata és a nemzetközi hírnévvel rendelkező Pécsi Balett is. Ez a kulturális sokszínűség vonzó volt számára.
Pécsi bemutatkozása 1963. szeptember 20-án Raka szerepében volt Ábrahám Pál Hawaii rózsája című operettjében. Kezdetben főként operettek szubrettjeként ért el sikereket a város korabeli ünnepelt sztárjainak, mint Faludy László, Mester István, Péter Gizi és ifj. Latabár Kàlmán oldalán. Vári játékstílusa eltért a kor operettes hagyományaitól és meggyőződése volt, hogy ő nem klasszikus szubrett alkat, amelyet a szakmában leginkább a tűzről pattant, harsány, önfeledten vidám jelzőkkel illettek. Gyakori partnere volt a magyar filmekből is ismert Mendelényi Vilmos, akivel egy idő után elválaszthatatlan és népszerű színpadi párost alkottak. A színház mellett szinte nem volt olyan társadalmi esemény, ahol nem együtt léptek volna fel. A baranyai közönség egy idő után ragaszkodott két kedvencük párosához.
Az operettek és a zenés vígjátékok mellett a magyar zenés színházban egyre nagyobb teret nyert a musical. Első musical-főszerepe My fair Lady Eliza Doolitleja volt Bánffy György (Higgins professzor) partnereként, 1967-ben. Ezt követően kapta meg színészi működési engedélyét. Nádor Tamás korabeli kritikája szerint „a Pécsi Nemzeti Színház együttese nagy kedvvel készült a My Fair Lady előadására és e vonzó, igényes komédiát magas színvonalon, forró közönségsikert aratva mutatta be pénteken este. Az előadás tükrözte azt is, hogy a My Fair Lady színrevitele nem könnyű feladat. Próbaköve annak, vajon sikerül-e a régi, megcsontosodott operetthagyományokon nevelődött együttesnek megtalálni az új, korszerű zenés színjátszás hangnemét. […] A bemutatón Eliza Doolittle szerepében Vári Évát láttuk. Eddig is sikerekben gazdag művészi pályafutásának jelentős állomása ez az alakítás. Első megjelenésekor szinte rá sem ismerünk: mozgása és beszédhangja annyira azonosul a koldusstandon ibolyát áruló lány nyers ösztönöktől fűtött alakjával. A Csudijó-szám jelenti e részben a csúcsot, valamint a mindig óriási tetszést kiváltó nyelvleckejelenet. A második rész fokozottabb feladat elé állítja Vári Évát, de énekhangja és kibontakozó színészi készsége e nehézségeket is legyőzi.” ’67 júliusában a Pécsi Szabadtéri Játékok bemutatóján Higginst alakító Bessenyei Ferenc volt partnere. 1970-ben Anita szerepe következett Bernstein West Side Story-jában. A magyarországi ősbemutatót egyszerre három színház is magáénak mondhatta, mivel a pécsin kívül a kaposvári és a Budapesti Operettszínház is műsorára tűzte néhány hetes eltéréssel. A Népszava kritikusa szerint „a pécsi előadás – mindenekelőtt az énekesi teljesítményt illetően túlszárnyalta a fővárosi színvonalát. […] Vári Éva ahányszor megjelenik a színpadon, bombaként robban a játéka. A musical műfaját neki találták föl. Pontosabban a musicalben van leginkább otthon.”
Vári, a közönség rajongó szeretete ellenére, az idő előrehaladtával ambivalens érzésekkel tekintett az operett műfajára. Mendelényi is iróniával nyilatkozott róla: „Csak a ruhaváltásokról veszem észre, hogy ez egy másik színdarab, mert gyakorlatilag a helyzetek ugyanazok.” A népszerű páros tíz év alatt az operettirodalom majd teljes palettáját eljátszotta. Utolsó közös színpadi találkozásuk Huszka Jenő Gül baba című operettjében volt, amiről Vári évtizedekkel később egy portréfilmjében is megemlékezett: „Megrendítő volt számomra, amikor a Gül babát játszottuk, amikor már beteg volt. Úgy énekelte a Darumadár fenn az égen-t. Már hangja nem volt, mozdulni nem tudott, de pont úgy énekelte el, ahogy azt el kellett énekelni. Néztem azt a hatalmas zöld szemét és sírni tudtam volna a portálban. Ember volt, sorsa volt, esendő volt. Maga volt a való élet. Csodálatos volt.” Az akkor már nagybeteg Mendelényi 1974-ben Budapestre, a Vidám színpadhoz szerződött, de két bemutatóját leszámítva már ritkán állhatott színpadra. Néhány évvel később, hosszan tartó betegséget követően hunyt el 45 éves korában.

### Az 1970-es évek
A ’70-es években úgy érezte, lassan kezd kiöregedni azokból a mondatokból, amelyekre a kissé sematikus operettek librettója épül, váltani szeretne. Igazgatóját arra kérte, adjon neki bizonyítási lehetőséget prózai szerepekben is. Nógrádi kikötését, hogy a színészi ranglétra aljáról kell indulnia, akár néhány mondatos szerepekben, Vári elfogadta. Olyan pályatársnők között kellett érvényesülnie, mint Pásztor Erzsi, Tímár Éva vagy Tordai Teri, akik ezekben az években a pécsi társulat tagjai voltak. A közönsége számára furcsa volt, hogy az addig a színlapok tetején szereplő kedvencük neve alulra került.
A zenés szerepek viszonylag gyorsan jött sikere ellenére Várinak a főiskola hiányával is meg kellett küzdenie. Többször nyilatkozta, hogy miután nem végzett színművészeti főiskolát, folyamatosan egyfajta bizonyítási kényszert érzett, monomániásan mindent a színháznak rendelt alá, mert a színészet elsajátítható részét neki a főiskola helyett a színházban kellett megtanulnia. „Nyilvánvaló az én önzésem is, az, hogy fontosabb volt a színház sok mindennél, magamnál is fontosabb volt. Bizonyára azért, hogy miután nem jártam főiskolára, bennem volt az a fajta kényszer, hogy bebizonyítsam, nekem helyem van a pályán. Nyilván nekem többet kellett produkálnom ahhoz, hogy elfogadjanak. Valaki kijön a főiskoláról, azt ismerik, vannak osztálytársai, osztályfőnöke – én meg csak úgy a semmiből. Egyszer csak ott lett egy színésznő, akiről megkérdezik, ez kicsoda, ez hogy került ide? Tehát nagyon-nagyon szívósan kellett dolgozni, s ez rengeteg sok energiámat elvette.” – nyilatkozta.
Szerepeinek megformálásához nagy segítséget nyújtottak a politika által 1965-ben büntetésből Pécsre helyezett Sík Ferenc rendezői instrukciói is. Karizmatikus egyénisége és szakmai tanácsai Várit szerepeinek egyre szélesebb és sokrétűbb megformálására ösztönözték, a színésznő azóta is egyik meghatározó mestereként tekint rá. Szegvári Menyhért, aki a ’70-es évektől kezdve dolgozott a pécsi teátrumban, először mint fiatal színész, majd rendező és főrendező, így nyilatkozott Vári Éva és Sík Ferenc munkakapcsolatáról: „Ő volt az életemben az egyetlen rendező, aki magas színvonalon a színészeiből dolgozott. Ha valakiben észrevette, hogy mást csinálna az adott jelenetben, mint amit ő kért, azonnal leállt és kérte, követelte, hogy mutassa meg, mit szeretne. Ezért lettek az előadásai annyira sokszínűek és egyúttal a színészek sajátjai is. Vári Èva ötletei pedig naná, hogy belekerültek, hiszen ontotta őket. Az ő színészei utána sem adták fel a saját megoldások utáni vágyukat. Vári a legkevésbé. Nyugodt szívvel mondhatom, hogy Váriból Sík Feri miatt lett, ami lett. A legnagyobb magyar színésznők egyike!”
Spiró György Shakespeare Tévedések vígjátékában látta a színésznőt egy 1974-es budapesti vendégjátékuk során: „A drámában szereplő kurtizán (Vári Èva alakítja) igen kevés szöveget kapott Shakespeare-től, az ember a drámát olvasva azt hihetné, hogy kilógó epizódszereplő, akivel nem lehet mihez kezdeni. Sík Ferenc olyan jelenetekben is behozza a színre, amelyekbe nincs beleírva. Szöveget nem ad a szájába, mégis aktívvá teszi két apró fogással. A kurtizán feltűnő, vörös jelmezt kapott […] emiatt nem lehet nem észrevenni. Vàri Èva többnyire a cikkcakkos lépcsők tetején álldogál kihívóan, szemtelenül, csípöre tett kézzel, mint aki a legföbb úr a maga szemétdombján. Valahányszor a szereplő valamelyike véletlenül rápillant az öntudatosan és gúnyosan ácsingózó kurtizánra, Vàri Èva apró, diadalmas kacajt hallat. Kukorékol. Felejthetetlenül kukorékol. Ő az egyik legmellékesebb szereplő. Vörös ruhájában kukorékolva mégis ő lesz az egyik főszereplő.”
Shakespeare-t Moliére, Shaw, Lorca és Feydeau darabjai követték. A külföldiek mellett magyar szerzők drámáiban is játszott. Volt Hámorilla Páskándi Géza: Szeretők a hullámhosszon (1975), Kispál Jula Tamási Áron: Ősvigasztalás (1976), Gianetta Heltai Jenő: A néma levente (1978), illetve Kinga Spiró György Nyulak Margitja (1978) című színdarabjaiban. Gyakran szerepelt Illyés Gyula műveiben, ilyen volt A Dupla vagy semmi (1974), az Orfeusz a felvilágban (1975), Dániel az övéi között (1976) és a Homokzsák (1979). Illyés a színház házi szerzőjeként a próbákon is részt vett. Személyes ismeretségük Vári Évára mély hatást gyakorolt: „Katartikus élmény volt, hogy az ember Illyés Gyulával megismerkedik. […] Egyszerűen hallgatni, ahogy ő megnyilvánult, emberről, tisztességről, hazáról…” Az operettet szép lassan felváltották a prózai szerepek, de a zenés darabok között egyre gyakoribbá váltak a musical bemutatók. 1977-ben a La Mancha lovagja musicalt állították színpadra a baranyai fővárosban és Aldonza megformálásáról így írt a Népszava: „Vári Éva színes, gazdag egyéniséget formál Aldonzából, megmutatva az alak változásait, a jellem elmozdulásait is. Panaszdala megrázó, visszafogott, szenvedélyes vallomás.”

### Az 1980-as évek
A ’70/80-as évek fordulóján a híres moszkvai Szovremennyik Színház művészeti vezetőjét, Galina Volcseket hívta meg vendégrendezőnek a pécsi színház. Az addigra már nemzetközileg is ismert, elismert Galina Volcsek színésznőként kezdte pályáját, majd főként film- és színházrendezőként tevékenykedett. Az 1956 után alakult Szovremennyik („Kortárs”) Színházat kezdettől a legizgalmasabb, legfontosabb színházi műhelyei között említették az egész világon. Első pécsi rendezése Mihail Roscsin: Szerelvény a hátországba című drámája volt. A Szovremennyik házi szerzőjének számító Roscsin darabját elhozták előtte Budapestre és Szász Péter is filmet készített belőle. A moszkvai ősbemutatót és az egyesült államokbeli rendezését követően Volcsek, a pécsi bemutatóhoz keresett szereplőket a pécsi társulatból, így figyelt fel Vári Évára és választotta ki az egyik szerepre. Bár a darabot a kritika jól fogadta, a nézők tüntetőleg távol maradtak tőle. Egy interjúban Vári erről úgy nyilatkozott: „Orosz darab volt, többen voltunk a vagonban, mint a nézőtéren!”
Volcsek második rendezése szintén Roscsintól az Olga volt, aminek a pécsi bemutatóját követően Volcsek a moszkvai előadásba is meghívta Várit szerepelni. A kritika a darabot nem tartotta írói remekműnek, de a színre vitelt és Vári Éva játékát dicsérte: „Az Olga azon kevés előadás közé tartozik, melyben ott érezzük a játék örömét, talán épp ez az, ami elsősorban magával visz, ami már-már elmossa a színpad és a nézőtér közt húzódó határvonalat […] Vári Éva (Szima) szerepéből következően harsányabb színeket használ, mégis finom humora, sőt öniróniája is van, s talán ez utóbbi a legértékesebb játékában” Galina Volcsek harmadik pécsi rendezése Csehov Cseresznyéskertje volt 1982-ben. A szereplők között Vári mellett már ott vannak az épp Pécsre szerződött frissen végzett kollégák, Sipos László, Kulka János, Lang Györgyi, Bánky Gábor és Gergely /Vajek/ Róbert is. Hogy az ismeretség és a közös színpadi munka Galina Volcsekkel mit jelentett Várinak, ő maga így nyilatkozott: „Először is hitet. Hitet önmagamban. […] Ő például megkövetelte azt, hogy a próbaruhámnak a hossza akkora legyen, mint a jelmez hossza, nem volt ott semmi mellébeszélés, meg kellett csinálni. Az embernek sokszor nincs kedve próbálni, vagy rosszul próbál, úgy érzi, nem tudja megcsinálni. És akkor mindent kitalálunk: Ma nincs hangom. Azt mondta, nem baj, akkor hang nélkül játszd el. Úgyhogy nem lehetett megúszni semmit, ő megtanított erre. […] Emlékszem az elfogódottságomra, amikor elkezdtünk próbálni, hogy vajon el tudom-e játszani, megfelelek-e ennek a csodálatos nőnek? Aki nagyon pontosan elemzett, nagyon sokat tudott az emberről, a szakmáról. Egyszerűen stúdium volt minden próba, amit vele megcsináltunk. Gyakorlatilag az ember ott kapott egyfajta mércét, hogy hogyan kellene színházat csinálni, hogyan veszi ő komolyan a színészeit, a szerzőt, akit játszunk. Számomra ez egy nagyon meghatározó találkozás volt.”
1981-ben Velma Kellyként volt látható a Chicago című musicalben, aminek hat évvel korábbi Broadway ősbemutatója nagy sikert aratott. A szerzőpáros, John Kander és Fred Ebb több közös munkát jegyzett, mint a Cabaret (Kabaré) vagy a New York New York című örökzöld azonos című színpadi adaptációja. Későbbi műveik közül A görkorcsolyapálya (The Rink) vagy A pókasszony csókja (Kiss of spider woman) ugyancsak Vári Èva főszereplésével kerültek itthon bemutatásra. A népszerű zene mellett, a koreográfia is erőssége volt a pécsi előadásnak, Tóth Sándor koreográfusnak, a Pécsi Balett igazgatójának köszönhetően (a New York-i ősbemutató koreográfusa Bob Fosse volt). A Cseresznyéskert bemutatója után Szomory: Hagyd a nagypapát! egyik főszerepe következett, Szegvári Menyhért rendezésében. A darab, amely 1924-ben Szabóky Zsigmond Rafael címen a Vígszínházban került bemutatásra és csak három előadást élt meg, megbukott, Pécsen „zajos” siker lett, még a budapesti Várszínházban is bemutatták. „Az első felvonás alatt a hátsó széksorokból a nézők a széküket fölcsapva mentek haza. Viszont, akik maradtak, őrjöngve tapsoltak a végén” – írta róla a darab rendezője. Pályi András, a Jelenkorban üdvözölte a merész darabválasztást és a megvalósítást is: „Szegvári rendezésében szinte mindvégig töretlenül halljuk a patetikus szólamot is, az ironikus szólamot is, s ez teszi nemcsak izgalmas vállalkozássá, hanem kiemelkedően jó produkcióvá is a Hagyd a nagypapát! előadását. […] Vári Éva játssza Magda, a feleség szerepét, nagyszerű példát adva, hogyan párosítható a szinte lélegzetvétel nélkül énekelt abszurd operai szólam, kis realista megfigyelésekkel. Vári a játék legképtelenebb fordulatának lélektani igazságát is érzi, sőt módot talál, hogy meg is fogalmazza ezt, mimikával, gesztussal, testtartással, stb., anélkül, hogy ezek a belülről átvilágított észleletek a legkisebb mértékben megtörnék a stílust. Épp ellenkezőleg, erősítik.”
A ’80-as évektől egymást követték a nagyobb lélegzetvételű musical főszerepek és drámai hősök érett szerepformálása. Vári Évát szakmája egyik legjobbjaként tartják számon és 1984-ben megkapta a Jászai Mari-díjat. Szegvári Menyhért, aki ebben az időben már rendszeresen rendezte Várit, így emlékezett 1973-as megismerkedésükre: „A Pécsi Kamaraszínház gyermekelőadásában ismerkedtem meg Vári Évával. Valami kicsi fiúszerepet kapott benne, azt hiszem, Ben Hurt. Nyilván nem örült neki, hiszen akkoriban már a város kedvence volt, mint szubrett. A takarásban készülődött imígyen: a fiúingébe beletett két almát, hogy nemi identitását semlegesítse, ezt később hitelesítette azzal, hogy a színen az egyikbe bele is harapott, maga köré tekert egy hosszú kötelet (ezt írói instrukció szerint), felvett egy sokdioptriás szemüveget és, mint Missouri gőzös beúszott a színre” A rendező, aki sokszor jobban hitt Vári tehetségében, mint ő maga, a következő években olyan szerepeket osztott rá, amelyekkel elérte, hogy lerombolja maradék gátlását is, mind lelki, mind testi értelemben. „Fontos találkozás volt, mi éveken át éltünk együtt. Sokan leegyszerűsítik a helyzetet, és azt mondják, ugyan már, mikor én megismerkedtem Menyhérttel, akkor már egy kész színésznő voltam. Ez részben igaz. Azonban gyakorta úgy érzem, hogy én mindent tőle tanultam. Borzalmasan erőszakos volt velem, mint egy bulldog. A próbákon iszonyú dolgokat vágott a fejemhez. A kollégák előtt. Pedig amúgy jó modorú fiú. De a próbán szélsőséges indulatokat hagy magán eluralkodni. Csaknem megvert néha engem. Mert jól ismert, és tudta, hogy én hajlamos vagyok megállni a félmegoldásnál. Ő kipréselte belőlem a lehető legjobbat, nem engedte meg, hogy győzzön a szemérmességem, hanem arra kényszerített, hogy menjek el a szerepformálásban a végletekig” – nyilatkozta később. Rendezései által olyan sikeres szerepformálások születtek, mint Mirena Lock a Cigánykerékben (1984), Lear király-beli Bolond-ja (1986), a Pesti Vigadóban bemutatott Gőzben előadás Josieja (1986) vagy Johnsonné szerepe David Storey Anyánk napjában (1987).
1984-ben Szakcsi Lakatos Béla – Csemer Géza: Cigánykerék című musicaljében Vári Éva az öregedő színésznőt, Mirena Lock-ot formálta meg. A darab szerint a nő az 1956-os magyar forradalom elől Lakatos Mariskaként Amerikába emigrált, ahonnan már befutott színésznőként tér vissza az egykori roma közösségbe, akik azonban nem fogadják be, amíg meg nem győzi őket, hogy még mindig közéjük tartozik. A darabban szereplő többi karakter a magyarországi roma közösségre jellemző, kissé klisészerű világát próbálta meg minél szélesebb körben felvonultatni, olyan partnerekkel, mint Gergely Róbert, Kulka János vagy Lang Györgyi. A darab ősbemutatója zajos sikert aratott a pécsi közönség körében: „S amikor Pécsen játszottuk, akkor az első előadáson dübörögtek, kiabáltak, ami akkor még nem volt divat! Tehát nem az volt, mint most… Ott pedig, hát nem hittük el, döbbenten álltunk a tapsnál, hogy mit csinálnak most, ez nem tetszik?! Mondom, fütyültek, kiabáltak, brávóztak… tehát, olyan reveláció volt az egész.”
1985 novemberében ismét prózai bemutató következett, a Pesti Vigadóban Nell Dunn Gőzben című színművét mutatta be a pécsi társulat. A darab londoni ősbemutatója 1981-ben volt a Theatre Royal-ban és még ebben az évben Laurence Olivier-díjat kapott a legjobb új vígjáték kategóriájában. A magyar kritika nem volt ennyire elragadtatva a műtől. A darab akkori szokatlan szabadszájúságát, bulváros jellegét, a hat nő és sorsának testi-lelki lemeztelenítését a ’80-as évek prűd és finnyás magyar kritikája nem tudta hová helyezni a magyar színház világában. Vári Éva így nyilatkozott a darabról: „Ezeket a szerepeket csak úgy lehetett eljátszani, és úgy lehetett próbálni is, hogy semmiféle színészetet nem bírt el ez a darab. Tehát ezek a színésznők mindent megmutathatnak magukról, amit csak meg mernek mutatni, és az alakítás annál érdekesebb és annál gazdagabb, minél inkább meri magát a szélsőségeiben megmutatni.” Hogy Vári mégis képes volt megérezni az angolszász bulvár világának létjogosultságát, azt maguk a kritikák bizonyították, melyek egyöntetűen a darab egyetlen ziccerszerepét az általa megformált Josienak tulajdonították. Az előadás évekig volt műsorona pesti és pécsi színpadokon. 
1986 januárjában Willy Russel Vértestvérek (Blood Brothers) címü musicalje jutott el rekordidő alatt a magyarországi ősbemutatóig. A ’81-es liverpooli és a ’83-as West End-i bemutatót követően 1984-ben elnyerte a legjobb angol musicalt. A színházba betörő „rhythm and blues” zenéje újszerű volt a ’80-as évek magyar színházi világában. A történet klasszikus melodráma, melynek keretét a kezdő kép adja, amely egyben a darab utolsó jelenete is, keretbe foglalva ezzel a történetet, hogyan jutnak el a szereplők fokozatosan sorsuk elkerülhetetlen beteljesedő végzetéhez. A pécsi bemutatón a Johnston ikreket játszó Gergely Ròbert és Bànky Gábor mellett, az „Anyát játszó Vári Éva az, akinek alakítása elviszi az előadást, szerepeltetése indokolja a mű színrevitelét, színpadi jelenléte döntően határozza meg az előadást. […] Vári Éva adottságain – ének- és tánctudásán – kívül, s a tőle megszokott energikus, lendületes színészi játék mellett jobbára visszafogott, szinte drámai eszköztárat alkalmaz.” – írták róla. 
Az 1986–87-es évadát Shakespeare Lear király drámájának bemutatójával nyitották meg. A nadrágos Bolond szerepét színésznőre osztani bár nem új a színház történetben, ebben az előadásban ha nem is Cordelia, de „Vári Éva játssza tragikus felhanggal éneklő, szomorú képű, picassói Pierrot- ként.” A kritikák Vàri alakításában inkább a nem nélküliségét, semlegességét illetve a tér és annak hangulatiságának kihasználását méltatták: „Vajon miért Vári Éva Bolond-alakítása az előadás legjobbja? – különösen azon részleteiben, amelyekben szövegeit félig énekelve mondja. Azért-e, mert ennek van olyan hangulatisága, ami illik a színházterem modernebb hangulatiságához; azért-e, mert ez a félig énekelt beszéd kifejezi még mostani időszakunk jellegét is? (Lásd pl. Cseh Tamás hasonló előadásmódját); avagy Vári Éva érzett-e rá a legjobban, hogy mit is kell csinálni egy ilyen térben?”
Az 1989. áprilisi érdemes művészi kitüntetését követően Edward Albee Nem félünk a farkastól Martha szerepe következik, a pécsi társulat új direktorának, az 1967-es Madách Színház-beli magyarországi ősbemutatót is színpadra állító Lengyel György rendezésében. „Albee négyszemélyes társalgási drámájának főhősei, Martha és George kegyetlen, az obszcenitást sem nélkülöző hangnemben, szellemdús szavak által gyilkolja egymást házastársi és alkoholista minőségben […] A két bravúrszerepre két kiváló, rutinos színészt talált: Héjja Sándort és Vári Évát. Ha van szerep, amely Várinak fekszik, ez az. Szellemesen, érzékenyen formálja meg az egyébként fizikailag sem könnyű szerepet – persze a tőle megszokott könnyed, elegáns módon.”

### Budapesti korszak (1993-2017), és visszatérés Pécsre
Pécsen „minden idők egyik legkedveltebb” sztár-színésznője volt, s az országos és a szaklapokból sokszor tucatnyi elragadtatott kritikája áradt, de – filmes és televíziós karrier híján – a főváros és az ország közönsége jóformán nem ismerte, amikor két évre a nyugdíj-korhatártól, az 1993/94-es évadtól az 1991-ben alapított Budapesti Kamaraszínházhoz szerződött. Borongós jóslata ellenére a fővárosi sikereiért (pl. Cigánykerék, Vértestvérek, Piaf-musical, Piaf-est, Jó éjszakát, Mama! Rose, Harold és Maude, Hat hét, hat tánc) és a Pécsi Harmadik Színházban vendégként játszott szerepekért (Boldogtalanok – Húberné, Tóték – Mariska, Kvartett – Feleség, Macskajáték – Orbánné) megkapta a Kiváló Művész címet és a Kossuth-díjat. 2004-től pedig, a köztévé hat évadot megért Életképek c. sorozatának Viola szerepében országszerte rengeteg  sorozatkedvelő néző megismerhette végre az  utóbbi 50 év egyik legnagyobb magyar színésznőjét. 
Miután a Budapesti Kamaraszínházat 2012-ben megszüntették, szabadúszó lett, változatlan sikerrel játszotta a Hat hét, hat táncot, A hölgy fecseg és nyomoz Alice kisasszonyát, Piaf-estjét, a felújított Rose-t, A testőr Mamáját a Pesti Színházban és a Belvárosi Színház két bestsellerét, A nagy négyest, és az Aranytót. 2017 tavaszán azonban letette mind az öt akkor játszott, teltházas szerepét, és hazaköltözött Pécsre. Az itt 2017 nyarán szabadtéren bemutatott Boeing, Boeing c. vígjátékban Berthát játssza, a darab a járvány miatti 2020. őszi zárlatig sikerrel ment a Kamaraszínházban, ill. a Káptalan-kertben. A Pécsi Harmadik Színházban 2018 decemberében bemutatott Schwajda-komédiában, A szent családban pedig Az anya színészt-próbáló abszolút főszerepét vitte sikerre. 2021-től ismét játszik a Pécsi Nemzeti Színházban, ahol felkérték Csiky Gergelyː A nagymama című színdarabjának a főszerepére.

## Magánélete
1968–1973 között Haumann Péter színművész felesége volt. A művésznő Pécsett, mecsekoldali házában él visszavonultan. 14 évig élt együtt Szegvári Menyhért rendezővel.

## Főbb színpadi szerepei

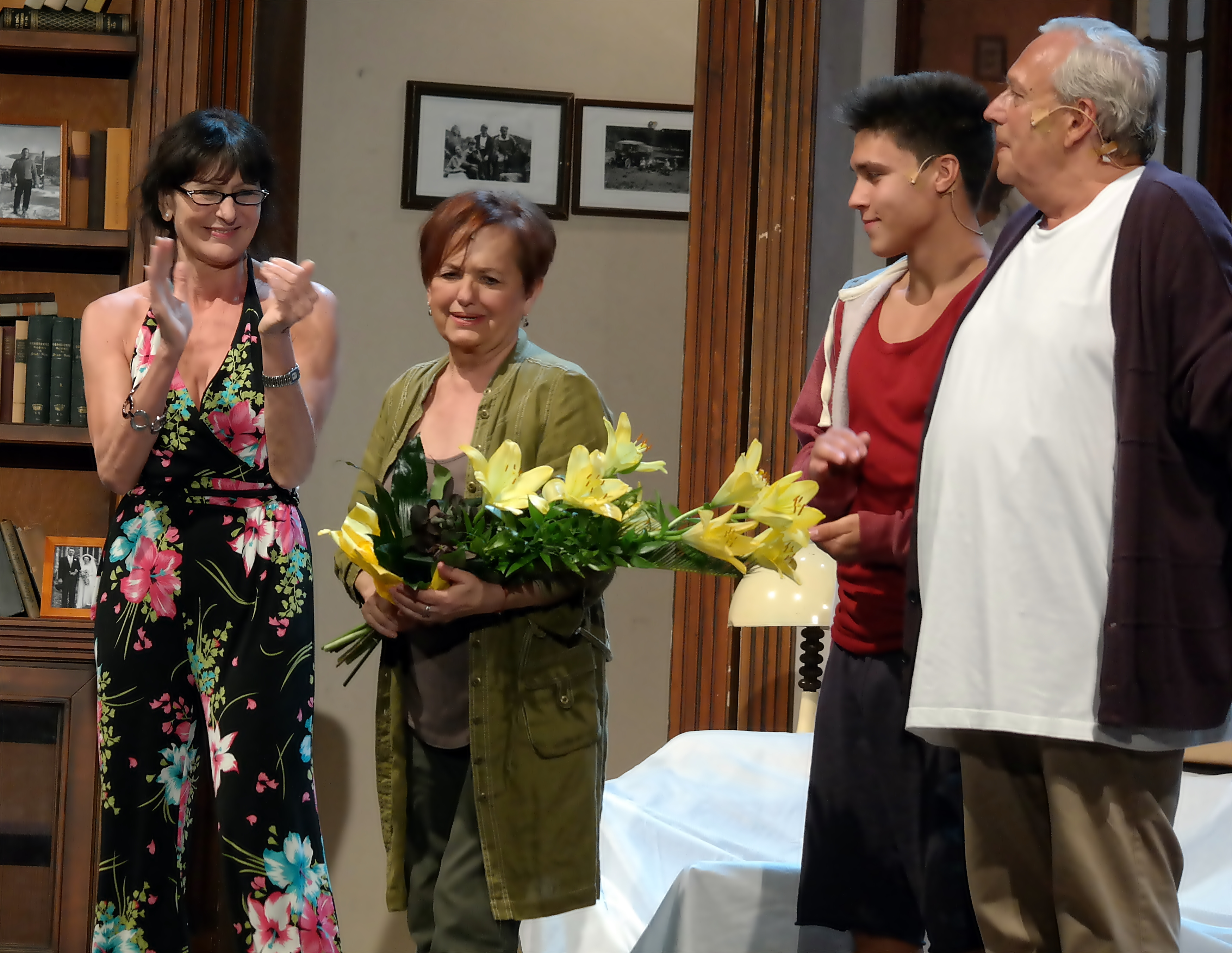
Vári Éva városmajori búcsúelőadása 2017. július 13-án. Balról jobbra: Bán Teodóra, Vári Éva, Szekeres Máté, Benedek Miklós

## Főbb színpadi szerepei[28]
| Szerep                      | Szerző és cím                                                                                       | Eredeti cím                                        | Bemutató éve | Helyszín                                                 |
| --------------------------- | --------------------------------------------------------------------------------------------------- | -------------------------------------------------- | ------------ | -------------------------------------------------------- |
| Mamy, a nagymama            | Robert Thomas: Nyolc nő                                                                             | 8 women                                            | 2023         | Pécsi Nemzeti Színház                                    |
| Maggi                       | Pål Mangor Kvammen – Torfinn Nag – Jon Arne Sægrov – Per Inge Torkelsenː Királyrák krumplifészekben | Királyrák krumplifészekben                         | 2022         | Pécsi Nemzeti Színház                                    |
| Szerémi grófnő              | Csiky Gergelyː A nagymama                                                                           | A nagymama                                         | 2021         | Pécsi Nemzeti Színház                                    |
| Az anya                     | Schwajda György: A szent család                                                                     | A szent család                                     | 2018         | Pécsi Harmadik Színház                                   |
| Bertha                      | Marc Camoletti: Boeing, Boeing                                                                      | Boeing, Boeing                                     | 2017         | Pécsi Nyári Színház Pécsi Nemzeti Színház Kamaraszínháza |
| Ethel Thayer                | E. Thompson: Aranytó                                                                                | On golden pond                                     | 2015         | Belvárosi Színház, Orlai Produkció                       |
| Ethel Thayer                | E. Thompson: Aranytó                                                                                | On golden pond                                     | 2015         | Szentendrei Teátrum                                      |
| Mama                        | Molnár Ferenc: A testőr                                                                             | A testőr                                           | 2015         | Pesti Színház                                            |
| Rose                        | M. Sherman: Rose                                                                                    | Rose                                               | 2013         | Spinoza Színház, Orlai Produkció                         |
| Alice Postic                | J. Popplewell – R. Thomas: A hölgy fecseg és nyomoz                                                 | La Perruche et le poulet                           | 2013         | Játékszín                                                |
| Edith Piaf                  | Edith Piaf (önálló est)                                                                             | Ma vie                                             | 2012–2017    | Belvárosi Színház, Orlai Produkció                       |
| Sarah Bernhardt             | J. Murell: Az isteni Sarah                                                                          | Memoir                                             | 2012         | Belvárosi Színház, Orlai Produkció                       |
| Florence Foster Jenkins     | P. Quilter: Mennyei                                                                                 | Glorious                                           | 2011         | Budapesti Kamaraszínház                                  |
| Jean Horton                 | R. Harwood: A nagy négyes                                                                           | Quartet                                            | 2011         | Belvárosi Színház, Orlai Produkció                       |
| Doris Levine                | S. Bobrick – J. Stein: Csókol anyád!                                                                | The Outrageous Adventures of Sheldon & Mrs. Levine | 2009         | Thália Színház, Orlai Produkció                          |
| Conchita Cortes             | Verebes István: Remix                                                                               | Remix                                              | 2009         | Tivoli, Budapesti Kamaraszínház                          |
| Ambra                       | A. Nicolai: Hárman a padon                                                                          | Classe di ferro                                    | 2008         | Tivoli, Budapesti Kamaraszínház                          |
| Alice Postic                | J. Popplewell – R. Thomas: A szegény hekus esete a papagájjal                                       | La perruche et le poulet                           | 2007         | Tivoli, Budapesti Kamaraszínház                          |
| Lily Harrison               | R. Alfieri: Hat hét, hat tánc                                                                       | Six Dance Lessons in Six Weeks                     | 2006         | Thália Színház, Orlai Produkció                          |
| Maude                       | C. Higgins: Harold és Maude                                                                         | Harold and Maude                                   | 2005         | Shure Stúdió. Budapesti Kamaraszínház                    |
| Grace Allen                 | D. Hare: Amy világa                                                                                 | Amy’s View                                         | 2004         | Ericsson Stúdió, Budapesti Kamaraszínház                 |
| Linda                       | A. Miller: Az ügynök halála                                                                         | Death of a Salesman                                | 2004         | Thália Színház                                           |
| Alexandra                   | J. Anouilh: Colombe                                                                                 | Colombe                                            | 2004         | Tivoli, Budapesti Kamaraszínház                          |
| Orbánné                     | Örkény István: Macskajáték                                                                          | Macskajáték                                        | 2003         | Pécsi Harmadik Színház                                   |
| Lídia                       | Antonioni: A szakítás                                                                               | A szakítás                                         | 2003         | Ericsson Stúdió, Budapesti Kamaraszínház                 |
| Rose                        | M. Sherman: Rose – másrészt viszont                                                                 | Rose                                               | 2002         | Shure Stúdió. Budapesti Kamaraszínház                    |
| Bódogné                     | Szakonyi Károly: Adáshiba                                                                           | Adáshiba                                           | 2002         | Pécsi Nemzeti Színház                                    |
| Edith Piaf                  | Edith Piaf (önálló est)                                                                             | Ma vie                                             | 2002–2012    | Tivoli, Budapesti Kamaraszínház                          |
| Aurora                      | McNally – Kander – Ebb: A pókasszony csókja                                                         | Kiss of the Spider Woman                           | 2001         | Tivoli, Budapesti Kamaraszínház                          |
| George kisasszony           | E. E. Schmitt: Frédérick                                                                            | Frédérick ou le Boulevard du crime                 | 2001         | Tivoli, Budapesti Kamaraszínház                          |
| Nagymama                    | Neil Simon: Yonkersi árvák                                                                          | Lost in Yonkers                                    | 2000         | Pécsi Nemzeti Színház Kamaraszínháza                     |
| Johnsonné                   | D. Storey: Anyánk napja                                                                             | Mother’s Day                                       | 2000         | Ericsson Stúdió, Budapesti Kamaraszínház                 |
| Zsugori                     | M. Vargas Llosa: Rossz nő                                                                           | La Chunga                                          | 1999         | Tivoli, Budapesti Kamaraszínház                          |
| Cecília                     | Kálmán Imre: Csárdáskirálynő                                                                        | Die Csárdásfürstin                                 | 1998         | Pécsi Nemzeti Színház                                    |
| Feleség                     | Spiró: Kvartett                                                                                     | Kvartett                                           | 1997         | Pécsi Harmadik Színház                                   |
| Mrs. Prentice               | J. Orton: Amit a lakáj látott – a kulcslyukon át                                                    | What the Butler Saw                                | 1997         | Shure Stúdió. Budapesti Kamaraszínház                    |
| Arkagyina                   | Csehov: Sirály «Madárkák»                                                                           | Csajka                                             | 1997         | Shure Stúdió. Budapesti Kamaraszínház                    |
| Mona Stangly                | L. L. King: Volt egyszer egy kupleráj Texasban                                                      | The Best Little Whorehouse in Texas                | 1996         | Józsefvárosi Színház, Budapesti Kamaraszínház            |
| Mama                        | M. Norman: Jó éjszakát, mama!                                                                       | Night, Mother                                      | 1995         | Shure Stúdió. Budapesti Kamaraszínház                    |
| Tótné                       | Örkény: Tóték                                                                                       | Tóték                                              | 1995         | Pécsi Harmadik Színház                                   |
| Edith Piaf                  | Pam Gems: Piaf                                                                                      | Piaf                                               | 1998–2002    | Tivoli, Budapesti Kamaraszínház                          |
| Edith Piaf                  | Pam Gems: Piaf                                                                                      | Piaf                                               | 1995–1998    | Józsefvárosi Színház, Budapesti Kamaraszínház            |
| özv. Húberné                | Füst Milán: Boldogtalanok                                                                           | Boldogtalanok                                      | 1994         | Pécsi Harmadik Színház                                   |
| Mrs. Johnstone              | W. Russell: Vértestvérek                                                                            | Blood Brothers                                     | 1994         | Józsefvárosi Színház, Budapesti Kamaraszínház            |
| Hermina Schrott             | Mujičić – Senker – Juranić: A kadét                                                                 | Fritz i pjevacica                                  | 1993         | Pécsi Horvát Színház                                     |
| Peachumné                   | Brecht – Weill: Koldusopera                                                                         | Die Dreigroschenoper                               | 1993         | Budapesti Kamaraszínház                                  |
| Julia Lamberth              | Maugham: Csodálatos vagy, Júlia!                                                                    | Csodálatos vagy, Júlia!                            | 1993         | Pécsi Nemzeti Színház                                    |
| Mirena Lock                 | Szakcsi Lakatos – Csemer: Cigánykerék                                                               | Cigánykerék                                        | 1992         | Józsefvárosi Színház, Budapesti Kamaraszínház            |
| Champigny bárónő            | E. Labiche: A florentin kalap                                                                       | Un chapeau de paille d’Italie                      | 1992         | Pécsi Nemzeti Színház                                    |
| Anna                        | McNally – Kander – Ebb: The Rink «Görkorcsolya-pálya»                                               | The Rink                                           | 1992         | Pécsi Nemzeti Színház                                    |
| Titánia                     | Shakespeare: Szentivánéji álom                                                                      | A Midsummer Night’s Dream                          | 1991         | Pécsi Nemzeti Színház                                    |
| Serafina Delle Rose         | T. Williams: A tetovált rózsa                                                                       | The Rose Tattoo                                    | 1991         | Pécsi Nemzeti Színház                                    |
| Anya                        | Szép Ernő: Vőlegény                                                                                 | Vőlegény                                           | 1990         | Pécsi Nemzeti Színház                                    |
| Mrs. Prentice               | J. Orton: Amit a lakáj látott – a kulcslyukon át                                                    | What the Butler Saw                                | 1990         | Pécsi Nemzeti Színház                                    |
| Shirley Valentine           | W. Russell: Én, Shirley                                                                             | Shirley Valentine                                  | 1990         | Pécsi Nemzeti Színház                                    |
| Raymonde Chandebise         | Georges Feydeau: Bolha a fülbe                                                                      | La Puce à l’oreille                                | 1989         | Pécsi Nemzeti Színház                                    |
| Olga hercegnő               | Turgenyev: Apák és fiúk                                                                             | Apák és fiúk                                       | 1989         | Pécsi Nemzeti Színház                                    |
| Martha                      | E. Albee: Nem félünk a farkastól                                                                    | Who’s Afraid of Virginia Woolf?                    | 1989         | Pécsi Nemzeti Színház                                    |
| Hocinesze Leokádia          | Brecht: Egy fő az egy fő                                                                            | Mann ist Mann                                      | 1989         | Pécsi Nemzeti Színház Kamaraszínháza                     |
| Fjokla Ivanovna             | Gogol: Háztűznéző                                                                                   | Zsenyityba                                         | 1988         | Pécsi Nemzeti Színház                                    |
| Louise de Clérambard grófné | M. Aymé: Gróf Clérambard                                                                            | Clérambard                                         | 1988         | Pécsi Nemzeti Színház Kamaraszínháza                     |
| Johnsonné                   | D. Storey: Anyánk napja                                                                             | Mother’s Day                                       | 1987         | Pécsi Nemzeti Színház                                    |
| Emília                      | R. Vitrac: Viktor, avagy a gyerekuralom                                                             | Victor ou Les enfants au pouvoir                   | 1987         | Pécsi Nemzeti Színház Kamaraszínháza                     |
| Bolond                      | Shakespeare: Lear király                                                                            | King Lear                                          | 1986         | Pécsi Nemzeti Színház Kamaraszínháza                     |
| Luise                       | Szomory Dezső: Bella                                                                                | Bella                                              | 1986         | Pécsi Nemzeti Színház                                    |
| Mary                        | E. Bond: Kinn vagyunk a vízből                                                                      | Saved                                              | 1986         | Pécsi Nemzeti Színház Stúdiója                           |
| Mrs. Johnstone              | W. Russell: Vértestvérek                                                                            | Blood Brothers                                     | 1986         | Pécsi Nemzeti Színház                                    |
| Josie                       | N. Dunn: Gőzben                                                                                     | Steaming                                           | 1986         | Pécsi Nemzeti Színház Kamaraszínháza                     |
| Josie                       | N. Dunn: Gőzben                                                                                     | Steaming                                           | 1985         | Pesti Vigadó                                             |
| Amélie Pochet               | Feydeau: A barátnőm barátnője                                                                       | Occupe-toi d’Amélie                                | 1984         | Pécsi Nemzeti Színház                                    |
| Anita                       | Békés Pál: Szegény Lázár                                                                            | Szegény Lázár                                      | 1984         | Pécsi Nemzeti Színház                                    |
| Mirena Lock                 | Szakcsi Lakatos – Csemer: Cigánykerék                                                               | Cigánykerék                                        | 1984         | Pécsi Nemzeti Színház                                    |
| Edith Piaf                  | V. Legentov: Nem bánok semmit sem                                                                   | Edith Piaf                                         | 1983         | Pécsi Nemzeti Színház (Mecsek Cukrászda)                 |
| Dorine                      | Molière: Tartuffe                                                                                   | Tartuffe ou l`Imposteur                            | 1983         | Pécsi Nemzeti Színház                                    |
| Magda                       | Szomory Dezső: Hagyd a nagypapát!                                                                   | Szabóky Zsigmond Rafael                            | 1983         | Pécsi Nemzeti Színház                                    |
| Várja                       | Csehov: Cseresznyéskert                                                                             | Visnyovij szad                                     | 1982         | Pécsi Nemzeti Színház                                    |
| Valéria                     | Scarnacci – Tarabusi: Kaviár és lencse                                                              | Caviale e lenticchie                               | 1981         | Pécsi Nemzeti Színház                                    |
| Rica Maca                   | Zerkovitz Béla – Szilágyi László: Csókos asszony                                                    | Csókos asszony                                     | 1981         | Pécsi Nemzeti Színház                                    |
| Velma Kelly                 | Kander – Ebb – Fosse: Chicago                                                                       | Chicago                                            | 1981         | Pécsi Nemzeti Színház                                    |
| Szima                       | M. Roscsin: Olga                                                                                    | Szpesitye gyelaty dobro                            | 1980         | Pécsi Nemzeti Színház Kamaraszínháza                     |
| Irén                        | Illyés Gyula: Homokzsák, avagy…                                                                     | Homokzsák                                          | 1979         | Pécsi Nemzeti Színház                                    |
| Irén                        | Illyés Gyula: Homokzsák, avagy…                                                                     | Homokzsák                                          | 1979         | Gyulai Várszínház                                        |
| Stázi                       | Kálmán Imre: Csárdáskirálynő                                                                        | Die Csárdásfürstin                                 | 1979         | Pécsi Nemzeti Színház                                    |
| Kinga                       | Spiró György: Nyulak Margitja                                                                       | Nyulak Margitja                                    | 1979         | Játékszín, Budapest                                      |
| Kinga                       | Spiró György: Nyulak Margitja                                                                       | Nyulak Margitja                                    | 1978         | Pécsi Nemzeti Színház                                    |
| Lavra                       | M. Roscsin: Szerelvény a hátországba                                                                | Eselon                                             | 1979         | Pécsi Nemzeti Színház                                    |
| Yvonne                      | Feydeau: Őnagysága megboldogult                                                                     | Feu la mère de Madame                              | 1979         | Pécsi Nemzeti Színház Kamaraszínháza                     |
| Yvonne                      | Feydeau: Őnagysága megboldogult                                                                     | Feu la mère de Madame                              | 1976         | Pécsi Nemzeti Színház                                    |
| Amelia                      | Federico García Lorca: Bernarda Alba háza                                                           | La casa de Bernarda Alba                           | 1978         | Pécsi Nemzeti Színház                                    |
| Violet                      | G. B. Shaw: Tanner John házassága                                                                   | Man and Superman                                   | 1977         | Pécsi Nemzeti Színház                                    |
| Pauer Márta                 | Hegedüs Géza: Lackner Kristóf                                                                       | Lackner Kristóf                                    | 1977         | Pécsi Nemzeti Színház                                    |
| Aldonza                     | Cervantes – M. Leigh: La Mancha lovagja                                                             | Man of La Mancha                                   | 1977         | Pécsi Nemzeti Színház                                    |
| Léonie                      | Feydeau: A nagy szülés                                                                              | Léonie est en avance                               | 1976         | Pécsi Nemzeti Színház                                    |
| Rebeka                      | Illyés Gyula: Dániel az övéi között, avagy „a mi erős várunk                                        | Dániel az övéi között, avagy „a mi erős várunk…”   | 1976         | Pécsi Nemzeti Színház                                    |
| Kispál Julcsa               | Tamási Áron: Ősvigasztalás                                                                          | Ősvigasztalás                                      | 1976         | Pécsi Nemzeti Színház                                    |
| Hámorilla                   | Páskándi Géza: Szeretők a hullámhosszon                                                             | Szeretők a hullámhosszon                           | 1975         | Pécsi Nemzeti Színház Kamaraszínháza                     |
| Lulugyi                     | Szakcsi Lakatos – Csemer: Egyszer egy cigánylány                                                    | Egyszer egy cigánylány                             | 1975         | Pécsi Nemzeti Színház Kamaraszínháza                     |
| Tamara                      | V. Rozov: Kényes helyzet                                                                            | Szituacija                                         | 1975         | Pécsi Nemzeti Színház                                    |
| Belotte                     | Leo Fall: Pompadour                                                                                 | Madame Pompadour                                   | 1974         | Szolnoki Szigligeti Színház                              |
| Kláva Lurko                 | V. Katajev: Bolond vasárnap                                                                         | Gyeny otdüha                                       | 1974         | Pécsi Nemzeti Színház                                    |
| Mujkóné                     | Martos Ferenc – Huszka Jenő: Gül baba                                                               | Gül baba                                           | 1974         | Pécsi Nemzeti Színház                                    |
| Kurtizán                    | Shakespeare: Tévedések vígjátéka                                                                    | The Comedy of Errors                               | 1973         | Pécsi Nemzeti Színház                                    |
| Lenke                       | Molnár Ferenc: A doktor úr                                                                          | A doktor úr                                        | 1973         | Pécsi Nemzeti Színház                                    |
| Sura                        | Rjazanov – Braginszkij: Munkatársak                                                                 | Szoszluzsivci                                      | 1972         | Pécsi Nemzeti Színház                                    |
| Charlotte                   | Jacobi Viktor: Sybill                                                                               | Sybill                                             | 1972         | Pécsi Nemzeti Színház                                    |
| Charlotte                   | Jacobi Viktor: Sybill                                                                               | Sybill                                             | 1971         | Szolnoki Szigligeti Színház                              |
| Baby                        | R. Henderson: Diákszerelem                                                                          | Good News                                          | 1972         | Pécsi Nemzeti Színház                                    |
| Málika                      | Bakonyi Károly: Az obsitos                                                                          | Az obsitos                                         | 1972         | Pécsi Nemzeti Színház                                    |
| Ninon                       | Kálmán Imre: A Montmartre-i ibolya                                                                  | Das Veilchen vom Montmartre                        | 1971         | Pécsi Nemzeti Színház                                    |
| Bessy                       | Jacobi Viktor: Leányvásár                                                                           | Leányvásár                                         | 1971         | Pécsi Nemzeti Színház                                    |
| Martine                     | J. Deval: A potyautas                                                                               | La Prétentaine                                     | 1970         | Pécsi Nemzeti Színház                                    |
| Daisy Parker                | Ábrahám Pál: Bál a Savoyban                                                                         | Ball im Savoy                                      | 1970         | Pécsi Nemzeti Színház                                    |
| Marcsa                      | Szirmai Albert: Mágnás Miska                                                                        | Mágnás Miska                                       | 1970         | Pécsi Nemzeti Színház                                    |
| Anita                       | Bernstein: West Side Story                                                                          | West Side Story                                    | 1970         | Pécsi Nemzeti Színház                                    |
| Miss Mabel                  | Kálmán Imre: A cirkuszhercegnő                                                                      | Die Zirkusprinzessin                               | 1969         | Pécsi Nemzeti Színház                                    |
| Lulu                        | Michel André: Lulu                                                                                  | Lulu                                               | 1969         | Pécsi Nemzeti Színház                                    |
| Midili Hanum                | Leo Fall: Sztambul rózsája                                                                          | Die Rose von Stambul                               | 1969         | Pécsi Nemzeti Színház                                    |
| Piroska                     | Kövesdi Nagy Lajos: Isten véled, édes Piroskám                                                      | Isten véled, édes Piroskám                         | 1968         | Pécsi Nemzeti Színház                                    |
| Juliette                    | Lehár: Luxemburg grófja                                                                             | Der Graf von Luxemburg                             | 1968         | Pécsi Nemzeti Színház                                    |
| Lisette                     | Fényes Szabolcs: Rigó Jancsi                                                                        | Rigó Jancsi                                        | 1968         | Pécsi Nemzeti Színház                                    |
| Liza                        | Kálmán Imre: Marica grófnő                                                                          | Gräfin Mariza                                      | 1968         | Pécsi Nemzeti Színház                                    |
| Elly                        | Szüle Mihály – Walter László – Harmath Imre: Egy bolond százat csinál                               | Egy bolond százat csinál                           | 1967         | Pécsi Nemzeti Színház                                    |
| Mi                          | Lehár: A mosoly országa                                                                             | Das Land des Lächelns                              | 1967         | Pécsi Nemzeti Színház                                    |
| Clarisse                    | Huszka Jenő: Lili bárónő                                                                            | Lili bárónő                                        | 1967         | Pécsi Nemzeti Színház                                    |
| Eliza Doolittle             | F. Loewe: My Fair Lady                                                                              | My Fair Lady                                       | 1967         | Pécsi Nemzeti Színház                                    |
| Stázi                       | Kálmán Imre: Csárdáskirálynő                                                                        | Die Csárdásfürstin                                 | 1966         | Pécsi Nemzeti Színház                                    |
| Beatrice                    | Goldoni: Két úr szolgája                                                                            | Il servitore di due padroni                        | 1966         | Pécsi Nemzeti Színház                                    |
| Grétl                       | J. Strauss: Mesél a bécsi erdő                                                                      | Mesél a bécsi erdő                                 | 1966         | Pécsi Nemzeti Színház                                    |
| Anina Miramonti             | Kálmán Imre: Ördöglovas                                                                             | Der Teufelsreiter                                  | 1966         | Pécsi Nemzeti Színház                                    |
| Antoinette Sevigné          | Marcel Achard: A bolond lány                                                                        | L’Idiote                                           | 1965         | Pécsi Nemzeti Színház                                    |
| Eszter                      | Fejes Endre: Rozsdatemető                                                                           | Rozsdatemető                                       | 1965         | Pécsi Nemzeti Színház                                    |
| Ach Wong                    | Ábrahám Pál: Viktória                                                                               | Viktória                                           | 1964         | Pécsi Nemzeti Színház                                    |
| Cecilia Eddington           | Tabi László: Fel a kezekkel!                                                                        | Fel a kezekkel!                                    | 1964         | Pécsi Nemzeti Színház                                    |
| Panni                       | Huszka Jenő: Mária főhadnagy                                                                        | Mária főhadnagy                                    | 1964         | Pécsi Nemzeti Színház                                    |
| Éva                         | Behár György: Susmus                                                                                | Susmus                                             | 1964         | Pécsi Nemzeti Színház                                    |
| Éva                         | Behár György: Susmus                                                                                | Susmus                                             | 1963         | Kaposvári Csiky Gergely Színház                          |
| Bianka                      | Huszka Jenő: Aranyvirág                                                                             | Aranyvirág                                         | 1964         | Pécsi Nemzeti Színház                                    |
| Raka                        | Ábrahám Pál: Hawaii rózsája                                                                         | Die Blume von Hawaii                               | 1963         | Pécsi Nemzeti Színház                                    |
| Miss Mabel                  | Kálmán Imre: A cirkuszhercegnő                                                                      | Die Zirkusprinzessin                               | 1962         | Kaposvári Csiky Gergely Színház                          |
| Jolánka                     | Lehár: Cigányszerelem                                                                               | Zigeunerliebe                                      | 1961         | Kaposvári Csiky Gergely Színház                          |
| Édi                         | Schubert – Berté: Három a kislány                                                                   | Das Dreimäderlhaus                                 | 1961         | Kaposvári Csiky Gergely Színház                          |
| Sylvia                      | Hervé: Nebáncsvirág                                                                                 | Mam’zelle Nitouche                                 | 1960         | Kaposvári Csiky Gergely Színház                          |
| Birike                      | Móricz Zsigmond: Nem élhetek muzsikaszó nélkül                                                      | Nem élhetek muzsikaszó nélkül                      | 1958         | Kaposvári Csiky Gergely Színház                          |

A Színházi adattárban regisztrált bemutatóinak száma: 192. Ugyanitt harminckilenc színházi fotón is látható.

## Filmjei

### Játékfilmek
- A szerelem határai (1973)
- Sose halunk meg (1993)
- Angst (1995)
- Evita (1996)
- Ámbár tanár úr (1998)
- A kanyaron túl (2001)
- A boldogság színe (2003)
- A gyémánt út pora (2022)

### Tévéfilmjei
- Mire a levelek lehullanak… (1978)
- Pénzt, de sokat! (1991)
- Öregberény 1–21. (1994–1995)
- Áldott állapot (1998)
- Szomszédok (1999)
- Családi kör (2000)
- Millenniumi mesék (2000)
- Életképek (2004–2009)
- Csaó bambinó (2005)
- Régimódi történet (2006)

## Díjai
- Jászai Mari-díj (1984
- Janus Pannonius Művészeti Díj (1983)
- Érdemes művész (1989)
- Kiváló művész (2003)
- Pro Communitate díj (2003)
- Súgó Csiga díj (2003, 2005, 2006)
- Örökös tag a Halhatatlanok Társulatában (2007)
- Kossuth-díj (2009)
- Pécs Kulturális Nagydíja (2017)
- Pécs díszpolgára (2020)
- Nagykanizsa város díszpolgára (2024)

## Róla
- Vári Éva, az édes-bús piruettek színésznője (Online elérhetőség)
- Cseh Andrea Izabella–Farkas Éva: Karrier-dal. Vári Éva élet- és pályarajza; Három Holló Művészeti Kft., Piliscsaba, 2020